# Breastoveț
Breastoveț (în bulgară Брястовец) este un sat în partea de est a Bulgariei în Regiunea Burgas, în Munții Balcani. Aparține administrativ de Comuna Burgas. La recensământul din 2001 localitatea avea 227 locuitori.

## Demografie
Componența etnică a satului Breastoveț
     Bulgari (71,37%)
     Turci (18,62%)
     Nicio identificare (8,96%)
     Romi (0%)
     Altele (1,03%)
La recensământul din 2011, populația satului Breastoveț era de 290 locuitori. Din punct de vedere etnic, majoritatea locuitorilor (71,37%) erau bulgari, cu o minoritate de turci (18,62%). Pentru 8,96% din locuitori nu este cunoscută apartenența etnică.